# Świadkowie Jehowy w Namibii
Świadkowie Jehowy w Namibii – społeczność wyznaniowa w Namibii, należąca do ogólnoświatowej wspólnoty Świadków Jehowy, licząca w 2023 roku 2711 głosicieli, należących do 47 zborów. Na dorocznej uroczystości Wieczerzy Pańskiej w 2024 roku zgromadziły się 8793 osoby. Działalność miejscowych głosicieli koordynuje południowoafrykańskie Biuro Oddziału w Krugersdorp.

## Historia
W roku 1928 Biuro Oddziału Towarzystwa Strażnica wysłało pocztą 50 tysięcy publikacji religijnych do Namibii. Pierwszym namibijskim głosicielem został Bernhard Baade, który skontaktował się z niemieckim Biurem Oddziału, prosząc o wysłanie literatury biblijnej. W następnym roku do Windhuku została wysłana pionierka Lenie Theron, która prowadziła działalność kaznodziejską we wszystkich głównych miastach Namibii. W ciągu czterech miesięcy rozpowszechniła 6388 książek i broszur w językach: afrikaans, angielskim i niemieckim. W roku 1950 przybyli pierwsi misjonarze Biblijnej Szkoły Strażnicy – Gilead, m.in. Gus Eriksson, Fred Hayhurst i George Koett. W roku 1953 w Namibii działało 8 misjonarzy i 10 miejscowych Świadków Jehowy.
W 1960 roku absolwent 19 klasy Szkoły Gilead Dick Waldron po długich staraniach uzyskał pozwolenie na wstęp do murzyńskiego miasteczka Katutura. Z czasem rozpoczęto z pomocą osób zainteresowanych tłumaczenie traktatów Świadków Jehowy na miejscowe języki: herero, nama, ndonga i kwanyama. Od początku lat 50. do późnych lat 70. XX w. władze nie zezwalały białym na przebywanie na terytorium czarnych bez rządowej przepustki, co ograniczało możliwości działania misjonarzy. Ze względu na dzielenie się swoimi wierzeniami z innymi ludźmi, Świadkowie Jehowy zmagali się z silnym sprzeciwem ze strony przywódców religijnych i lokalnych władz.
W roku 1990 otwarto w Windhuku Biuro Tłumaczeń publikacji Świadków Jehowy, które nadzorowali André Bornman i Stephen Jansen. Literaturę biblijną rozpoczęto tłumaczyć na języki: kwangali, khoekhoegowab oraz mbukushu. W roku 1993 wskutek wojny domowej w Angoli 70-osobowa grupa tamtejszych Świadków Jehowy wraz z dziećmi uciekła do Namibii. Miejscowi współwyznawcy dowieźli do obozu dla uchodźców namioty, żywność, odzież, koce oraz materiały budowlane do wzniesienia tymczasowej Sali Królestwa.
W roku 2000 na zaproszenie do podjęcia działalności kaznodziejskiej w Namibii przyjechało na własny koszt 83 Świadków Jehowy między innymi z Australii, Niemiec, Japonii, a także z krajów Ameryki Południowej. 18 osób z tej grupy pozostało w Namibii na stałe. Pięć lat później do kraju wysłano kilkunastu absolwentów Kursu Usługiwania. W roku 2007 liczba głosicieli wynosiła 1545 osób, a w następnym roku 1640 głosicieli.
3 listopada 2008 roku zarejestrowano działalność Chrześcijańskiego Zboru Świadków Jehowy w Namibii.
W roku 2010 w kraju działało 1893 głosicieli, dwa lata później – 2040, a w 2014 roku – 2422 głosicieli. W grudniu 2014 roku, z udziałem członka Ciała Kierowniczego Świadków Jehowy Marka Sandersona, otwarto w stolicy nowe Biuro Tłumaczeń. Program z uroczystości otwarcia transmitowany był do wszystkich zborów w Namibii. W kraju tym pracują trzy zespoły tłumaczy składające się z ochotników z miejscowych zborów. Świadkowie Jehowy ze stolicy podejmują wyjazdową działalność kaznodziejską na terenach oddalonych, głosząc m.in. grupom etnicznym Herero oraz San.
24 czerwca 2015 roku, w związku z kwestią leczenia bez transfuzji krwi, Sąd Najwyższy Namibii orzekł, że „prawo do decydowania o własnym ciele – bez względu na to, czy dana osoba spodziewa się dziecka, czy nie – jest niezbywalnym prawem człowieka”. Tym samym sąd ten uznał, że należy respektować pisemne oświadczenie informujące lekarzy o woli pacjenta co do metod leczenia również w sytuacji gdy jest on nieprzytomny, podtrzymując prawo do nietykalności cielesnej i wolności religijnej.
16 sierpnia 2019 roku na kongresie regionalnym pod hasłem „Miłość nigdy nie zawodzi!” w Ongwediva ogłoszono wydanie Chrześcijańskich Pism Greckich w Przekładzie Nowego Świata w języku kwanyama.
W 2021 roku osiągnięto liczbę 2663 głosicieli, a na uroczystości Wieczerzy Pańskiej zebrało się 8457 osób. 5 marca 2023 roku David Splane, członek Ciała Kierowniczego ogłosił wydanie Ewangelii według Mateusza w języku ndonga. Specjalny program, który zorganizowano w Biurze Oddziału w RPA, został transmitowany do zborów. Ponad 160 głosicieli posługujących się językiem ndonga działa w 2 zborach tego języka w Namibii. Biuro Tłumaczeń na ten język znajduje się w mieście Ondangwa. 28 czerwca 2024 roku ogłoszono wydanie Ewangelii Mateusza i Łukasza oraz Dziejów Apostolskich w Przekładzie Nowego Świata w języku ngangeli. W 2024 roku językiem tym posługiwało się 260 głosicieli w ośmiu zborach i grupach w Namibii i w Angoli.
Zebrania zborowe odbywają się w językach: afrikaans, angielskim, damara, francuskim, herero, kwangali, kwanyama, lozi, nama, ndonga, portugalskim oraz namibijskim języku migowym.